# 王湯孫
王湯孫（1571年—？年），字稚誕，號犀石，江西吉安府安福縣人，民籍。

## 生平
庚午十一月十四日生，行五，治《春秋》，由增生中式戊子鄉試十三名舉人，年四十歲中式萬曆三十八年庚戌科會試一百六十三名，第三甲第二十二名進士。通政司觀政，授山東兗州府推官，卒。

## 家族
曾祖王季卿，庠生封刑部郎中；祖王士任，舉人、永州府通判；父王而縉，監生；母萬氏；繼母賀氏。永感下，妻劉氏，弟王秀孫，子王胤震（庠生）。